# Hallberg's Hot Accordion
Hallberg's Hot Accordion är ett musikalbum av Bengt Hallberg, utgivet 1992 av Phontastic. Låtarna spelades in mellan 1980 och 1981 men gavs inte ut förrän över tio år senare.

## Låtlista
1. Tiger Rag (Original Dixieland Jazz Band) – 3:50
2. Bye, Bye Blues (Fred Hamm/Dave Bennett/Bert Lown/Chauncey Gray) – 3:15
3. Farewell Blues (Paul Mares/Leon Roppolo/Elmer Schoebel) – 4:10
4. St. Louis Blues (W. C. Handy) – 4:40
5. Limehouse Blues (Douglas Furber/Philip Braham) – 4:10
6. Två solröda segel (Jimmy Kennedy/Hugh Williams) – 3:20
7. How High the Moon (Morgan Lewis/Nancy Hamilton) – 4:45
8. Sweet Sue (Victor Young/Will Harris) – 4:05
9. Blue Moon (Richard Rodgers/Lorenz Hart) – 3:35
10. Some of These Days (Shelton Brooks) – 3:10
11. Novelty Accordion (Erik Frank) – 3:05
12. Penséer, Waltz (Andrew Walter) – 2:25
13. Fjorton år tror jag visst att jag var (trad) – 2:30
14. Truddelutter (Bengt Hallberg) – 2:40
15. Sillsaltarvisan (trad) – 1:45
16. Pillen (Bengt Hallberg) – 3:15

Total tid: 62:00
Spår 4, 8, 11, 12 och 16 är inspelade 6-7 maj 1980 i Grünewaldsalen, Stockholms konserthus.
Spår 13-15 är inspelade 4-6 juni 1981 på Europafilm Studio, Sundbyberg.
Övriga spår är inspelade 3 juni 1981 på Europafilm Studio, Sundbyberg.

## Medverkande
- Bengt Hallberg – dragspel, piano
- Arne Domnérus – klarinett, altsaxofon
- Rune Gustafsson – gitarr
- Georg Riedel – bas